# Parc national des Glaciers de Santiago
Pour les articles homonymes, voir Parc national de Glacier (homonymie).
Le parc national des Glaciers de Santiago, en espagnol Parque Nacional Glaciares de Santiago, est un parc national du Chili créé en 2022 afin de protéger les glaciers de la région métropolitaine de Santiago, dans la cordillère des Andes, à une soixantaine de kilomètres à l'est de Santiago, la capitale du pays.